# 龚克昌
龚克昌（1933年10月－），祖籍福建漳州，山东大学教授，国务院评定博士生导师，山东省拔尖人才，获国务院特殊津贴。兼任全国辞赋会长十余年。现为中国辞赋家协会名誉主席、国际辞赋研究会名誉会长，《中华辞赋》杂志顾问，山东辞赋研究院名誉院长，辞赋骈文网顾问，鲁南辞赋协会总顾问等多个名誉职务。

## 著有

### 辞赋相關
- 楚辞选译（与陆侃如先生合作）      上海古籍出版社  1981年出版
- 汉赋研究（一版十六万字）    山东文艺出版社  1984年出版
- 屈原赋译注            山东大学出版社  1986年出版
- 汉赋研究（二版三十七万字）      山东文艺出版社  1990年出版
- 汉赋讲稿（在美国哈佛等五名校演讲稿，由美国著名汉学家康达维译成英文1997年在美国东方学会出版
- 司马相如评传           辽宁东风出版社  1999年出版
- 汉赋选注               湖北教育出版社  2001年出版
- 全汉赋评注 （101万字）河北花山出版社  2003年出版
- 两汉赋评注（修订版111万字）山大出版社2012年出版
- 中国辞赋研究（80万字）山东大学出版社2003年出版，四次印刷。2011年改版（82万字）
- 三国赋评注（国家项目，80余万字）   （齐鲁书社2012年出版）

### 其他
- 白居易诗文选注            上海古籍出版社  1984年出版
- 中华诗歌精粹（两卷本 合作）          吉林大学出版社  1984年出版
- 白居易诗文选译             台湾建宏出版社  1996年出版
- 白居易诗文选注（扩充版）       山东大学出版社  1999年出版
- 先秦诗歌选注               济南出版社  1999年出版
- 辑录《陆侃如古代文学论文集》（60万字）上海古籍出版社1987年出版

另有论文上百余篇。序几十篇。创作新赋四篇。